# Карабаш
Карабаш (рус. Карабаш) град је у Русији у Чељабинској области.

## Географија
Површина града износи 686 km².

## Становништво
| 1939.  | 1959.  | 1970.  | 1979.  | 1989.  | 2002.  | 2010.  |
| ------ | ------ | ------ | ------ | ------ | ------ | ------ |
| 28.318 | 24.925 | 20.018 | 17.619 | 17.006 | 15.942 | 13.152 |